# Coleoxestia pubicornis
Coleoxestia pubicornis är en skalbaggsart som först beskrevs av Pierre Émile Gounelle 1909.  Coleoxestia pubicornis ingår i släktet Coleoxestia och familjen långhorningar. Inga underarter finns listade i Catalogue of Life.